# فهرست علایم و نشانه‌های یونسکو
فهرست علایم و نشانه‌های یونسکو ( UNESCO Nomenclature ) از سوی سازمان جهانی یونسکو به نحوی بسیار شایسته برای به رسمیت شناختن رشته‌های علمی و همچنین شماره دار کردن و طبقه بندی جواز تحقیقاتی در رابطه با هر کدام از رشته‌ها و زیر رشته‌های مربوط به علم، هنر و تکنولوژی در نظر گرفته شده‌است . این شماره‌ها شامل رساله دکترا در این رشته‌ها نیز می‌باشد . نحوه شماره گذاری به سه حالت است . به صورت دو، چهار و شش رقمی . این کدهای برای تعیین رشته‌های تحصیلی معیار جهانی  و مدارک نیز به کار می‌روند . 

## نظام دو رقمی یونسکو
- ۱۱ منطق
- ۱۲ ریاضیات
- ۲۱ نجوم، ستاره شناسی و فیزیک نجومی
- ۲۲ فیزیک
- ۲۳ شیمی
- ۲۴ زیست شناسی
- ۲۵ زمین شناسی و اتمسفر شناسی
- ۳۱ کشاورزی
- ۳۲ پزشکی
- ۳۳ تکنولوژی
- ۵۱ انسان شناسی
- ۵۲ جمعیت شناسی
- ۵۳ اقتصاد
- ۵۴ جغرافیا
- ۵۵ تاریخ
- ۵۶ حقوق
- ۵۷ زبان شناسی
- ۵۸ آموزش و پرورش
- ۵۹ علوم سیاسی
- ۶۱ روانشناسی
- ۶۲ هنر و ادبیات
- ۶۳ جامعه شناسی
- ۷۱ اخلاق
- ۷۲ فلسفه

## پیوندهای دیگر
- نظام چهار رقمی یونسکو
- نظام شش رقمی یونسکو